# Dacetinops
Dacetinops  (лат.) — род мелких муравьёв (Formicidae) из подсемейства Myrmicinae. 7 видов. Юго-Восточная Азия. 

## Описание
Длина 2—4 мм. Усики самок и рабочих 11-члениковые, мандибулы короткие, треугольные, формула щупиков: 2,2. Стебелёк между грудкой и брюшком состоит из двух члеников: петиолюса и постпетиолюса (последний четко отделен от брюшка), жало развито, куколки голые (без кокона).
- Dacetinops cibdelus Brown & Wilson, 1957
- Dacetinops cirrosus Taylor, 1965
- Dacetinops concinnus Taylor, 1965
- Dacetinops darlingtoni  Taylor, 1985
- Dacetinops ignotus  Taylor, 1985
- Dacetinops solivagus  Taylor, 1985
- Dacetinops wilsoni Taylor, 1985

- Dacetinops cirrosus
- Dacetinops concinnus
- Dacetinops darlingtoni
- Dacetinops ignotus
- Dacetinops solivagus
- Dacetinops wilsoni